# Mẹ vắng nhà (phim 1979)
Mẹ vắng nhà là bộ phim truyện nhựa sản xuất năm 1979 dựa trên truyện ngắn Người mẹ cầm súng và Mẹ vắng nhà của nhà văn Nguyễn Thi. Phim được đạo diễn bởi NSND Nguyễn Khánh Dư và sản xuất bởi Xí nghiệp phim truyện Việt Nam (tên khác là Xưởng phim Hà Nội). Tác phẩm lấy nguyên mẫu là cuộc đời nữ anh hùng lực lượng Vũ trang Nhân dân Việt Nam Út Tịch và năm đứa con của chị. Phim lấy bối cảnh cuộc chiến tranh chống Mỹ tại miền Nam Việt Nam. Bộ phim là một trong những tác phẩm tiêu biểu của điện ảnh Việt thời kỳ đầu, giành Giải Bông Sen Vàng cho phim truyện nhựa tại Liên hoan phim Việt Nam lần thứ 5, giải thưởng tại Liên hoan phim quốc tế Karlovy Vary 1980.
Phim được chương trình Cine 7 - Ký ức phim Việt lựa chọn.

## Tóm tắt nội dung
Mẹ vắng nhà kể về cuộc sống của chị Út Tịch và 5 đứa con thơ trong bối cảnh chiến tranh Việt Nam đang giữa những ngày tháng khốc liệt nhất. Là một chiến sĩ cách mạng của Mặt trận dân tộc giải phóng miền Nam, tiếng bom đạn thúc giục chị lên đường làm nhiệm vụ tải lương, tải đạn cho bộ đội. 5 đứa con nhỏ đành phải tự chăm sóc nhau, trong đó Bé - cô chị lớn nhất trong số 5 đứa con mới 10 tuổi, còn đứa bé nhất đang nằm nôi. Bé biết mẹ mình là du kích và luôn lo rằng mẹ sẽ không trở về nhà nữa. Tuy nhiên, cô bé cố gắng gạt hết những cảm xúc này để tập trung chăm sóc cho các em của mình.
Bộ phim là cảnh 5 đứa trẻ vùng sông nước miền Tây chèo thuyền, leo cầu khỉ, cùng nhau chui vào hầm tránh bom, nấu nướng, chăm sóc nhau. Dù phải trưởng thành sớm trong hoàn cảnh mẹ vắng nhà, những đứa trẻ vẫn giữa được những nét trẻ thơ. Bộ phim khắc họa được tâm lý trẻ em trong những chi tiết như cảnh Bé bị đứa em gái quả quyết là không giống mẹ. Bộ phim pha trộn giữa xúc động và tình thương yêu, có nỗi buồn chiến tranh nhưng đồng thời để lại tiếng cười trong trẻo cho khán giả.

## Diễn viên
- Vân Dung vai chị hai Bé[8][9]
- Thu Hằng, Hồng Duyên, Hồng Phương trong vai các người em.[5]
- NSƯT Ngọc Thu vai Út Tịch[10]

## Quá trình sản xuất
Vì phim là "Mẹ vắng nhà" nên người mẹ hầu như không xuất hiện nhiều trên màn ảnh, thay vào đó là các diễn viên nhỏ tuổi. Điều này là một trong những khó khăn vì trừ Vân Dung đóng vai Bé thì các diễn viên nhỏ tuổi còn lại đều chưa đóng phim. Theo Nhà phê bình điện ảnh Lê Hồng Lâm, Mẹ vắng nhà thành công là nhờ khả năng chỉ đạo diễn xuất và tạo dựng không khí, bối cảnh của đạo diễn: chỉ đạo 5 diễn viên nhỏ tuổi hóa thân vào nhân vật.

## Giải thưởng
- Giải Lọ hoa pha lê tại Liên hoan phim Quốc tế Karlovy Vary năm 1980.[1][9]
- Giải Bông Sen Vàng cho phim truyện nhựa tại Liên hoan phim Việt Nam lần 5 năm 1980.[1][9]